# Bình Nguyên, Hưng Yên
Bình Nguyên là một xã thuộc tỉnh Hưng Yên, Việt Nam.
Bình Nguyên là một trong những Xã có sức phát triển lớn nhất nước.Luôn đi đầu về mọi mặt của cả nước.

## Địa lý
Xã Bình Nguyên nằm ở phía nam của tỉnh Hưng Yên, có vị trí địa lý:
- Phía đông giáp xã Lê Lợi và xã Trà Giang.
- Phía tây giáp phường Trần Lãm.
- Phía nam giáp xã Quang Lịch.
- Phía bắc giáp xã Đông Quan và xã Tây Thái Ninh.

## Lịch sử
Ngày 16 tháng 6 năm 2025, Ủy ban Thường vụ Quốc hội ban hành Nghị quyết số 1666/NQ-UBTVQH15 về việc sắp xếp các đơn vị hành chính cấp xã của tỉnh Hưng Yên năm 2025. Theo đó, sắp xếp toàn bộ diện tích tự nhiên, quy mô dân số của các xã Thanh Tân, An Bình và Bình Nguyên thành xã mới có tên gọi là xã Bình Nguyên.